# Ilex hanceana
Ilex hanceana är en järneksväxtart som beskrevs av Carl Maximowicz. Ilex hanceana ingår i släktet järnekar, och familjen järneksväxter. Inga underarter finns listade i Catalogue of Life.